# シュテムスホルン
シュテムスホルン (ドイツ語: Stemshorn) は、ドイツ連邦共和国ニーダーザクセン州ディープホルツ郡の町村（以下、本項では便宜上「町」と記述する）である。

## 地理

### 位置
シュテムスホルンは、オスナブリュックとブレーメンとの間、デュンマー湖やシュテムヴェーダー・ベルクに近いデュンマー自然公園に位置している。この町は、レムフェルデに行政機関を置くザムトゲマインデ・アルテス・アムト・レムフェルデに属している。

## 歴史
シュテムスホルンの町域内には、新石器時代や青銅器時代からすでに集落が形成されていた。2017年、街の中心部から北西約 900 m の耕作地でのパイプライン建設により発見された5つの先史時代の井戸の遺構がこれを証明している。

## 行政

### 議会
シュテムスホルンの町議会は9議席で構成されている。

### 町長
2016年からハイナー・リンデマンが名誉職の町長を務めている。ゲマインデディレクター（町政の実務責任者）はザムトゲマインデ長のリューディガー・シャイベである。
過去の町長:
- 1986年 - 2001年: ロルフ・ティーマン
- 2001年 - 2016年: ヒルデガルト・グレーナマイヤー
- 2016年 - : ハイナー・リンデマン

### 紋章
図柄: 赤地に、金色の柄がついた金色の4叉のウナギ差しが2本斜め十字に配置されている。紋章の基部に隆起のある金色の牛の角。

## 経済と社会資本

### 交通
町内を連邦道 B51号線ブレーメン - ディープホルツ - ボームテ - オスナブリュック線が通っている。

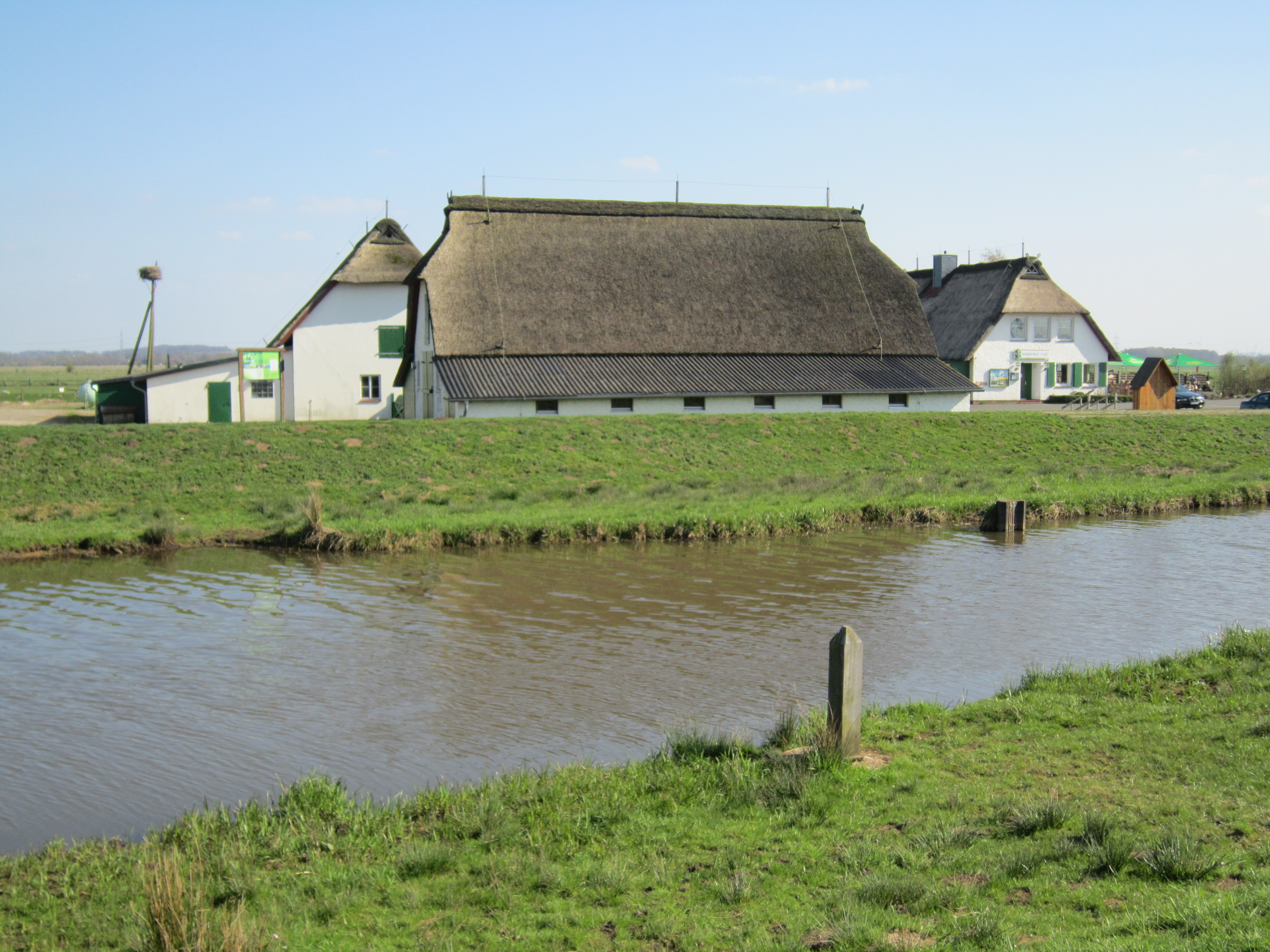
フンテ川沿いの羊牧場

### 施設
町域の端、フンテ川沿いにあるシェーファーホーフ（羊牧場）はシュテムスホルンに属している。ここは1950年にフンテ水利連盟によって設けられた。現在はコミュニケーションフォーラム・アルター・シャーフシュタルを含むデュンマー低地自然地域協会によって運営されており、フンテ川沿いやオクゼンモーアの自然地の草を食べさせている羊飼いに貸し出されている。

### その他
シュテムスホルンの特殊な点はディーリンゲンの教会組織に属している点で、このためヴェストファーレン福音主義教会のリュベッケ福音主義教会クライスに属している。